# ぼうえんきょう座イータ星
ぼうえんきょう座η星（ぼうえんきょうざイータせい、英語: Eta Tel, Eta Telescopii）は、地球からぼうえんきょう座の方向に約160光年離れた位置にある5等級の恒星である。ぼうえんきょう座η星は、主星のぼうえんきょう座η星A、その周囲を公転している褐色矮星であるぼうえんきょう座η星B、および遠く離れた位置にある伴星 HD 181327 の3個の天体から成る三重連星系である。

## 特徴
主星のぼうえんきょう座η星Aは A0V 型のスペクトル分類を持つ白色のA型主系列星である。360 km/s という非常に速い速度で自転しており、スペクトル中に自転による広い吸収域が見られることから A0Vn 型とされることもある。質量は太陽の約2倍で、表面の有効温度も太陽表面の2倍以上である約 12,000 K となっており、光度は太陽の24倍である。がか座β星運動星団に属する恒星の1つであり、この運動星団に属する別の恒星と同様に、形成されてから約1200万年しか経過していない若い恒星である。ぼうえんきょう座η星Aの周囲からは赤外超過が観測されており、約 24 au 離れた位置に塵円盤、4 au 離れた位置に塵ほど細かく分解されていない小天体から成る小惑星帯が存在していると考えられている。塵円盤の温度は 150 K と推定されている。
ぼうえんきょう座η星Aから見かけ上で約7分角離れた位置にある7等級の恒星であるF型主系列星の HD 181327 は、ぼうえんきょう座η星Aと重力で束縛されている伴星であることが知られており、両者の固有運動やリチウムの含有量は似通っている。スペクトル分類では F5V または F6V 型に分類されており、その中間で F5.5V 型としている場合もある。0.36秒角以上離れたところには少なくとも木星質量の6.1倍の質量を持つ天体の存在は観測から否定されているが、HD 181327 の周囲にも塵円盤が存在しており、HD 181327 から約 31 au 離れたところに明確な内縁がみられる。この観測結果から、HD 181327 から 19 - 31 au 離れた範囲内に惑星が存在している可能性が示されており、考えられる潜在的な惑星の質量の上限は木星質量の約3.5倍である。塵円盤の温度は主星のぼうえんきょう座η星Aの半分程度である 75 K しかない。

## 伴天体
1998年6月29日にハッブル宇宙望遠鏡に搭載されている近赤外線カメラ・多天体分光器 (NICMOS) による観測から、ぼうえんきょう座η星から約4.2秒角離れた位置に、12等級（H等級）の伴天体とみられる天体が発見され、ぼうえんきょう座η星Bと命名された。スペクトル分類上では M7V 型から M8V 型に分類され、有効温度は約 2,600 K 、木星の50倍未満の質量を持つ若い褐色矮星（亜恒星天体）であるとされた。ぼうえんきょう座η星Bは、より遠方にある天体と考えるには明るさが明るすぎていて、逆により手前にある天体と考えるには固有運動が大きくないと考えられ、ぼうえんきょう座η星Aと偶然にも地球からの距離が同等となっている無関係の天体である割合も 10-8 と推定されたため、ぼうえんきょう座η星Bはぼうえんきょう座η星Aと物理的に重力で束縛された伴星であると考えられた。2011年には、両者の固有運動が似通っていて、ぼうえんきょう座η星Bがぼうえんきょう座η星の周囲を公転している可能性が高いことが示され、2024年に20年以上に及んで収集されたデータを解析した結果、ぼうえんきょう座η星Bはぼうえんきょう座η星Aからの軌道長半径が 218 au の歪んだ楕円軌道を約2,200年かけて公転していると発表された。質量は木星の48倍であり、ぼうえんきょう座η星Bの周囲を公転している天体や物質円盤の存在を示す兆候は検出されていない。
| 名称 （恒星に近い順） | 質量       | 軌道長半径 （天文単位） | 公転周期 (年)  | 軌道離心率      | 軌道傾斜角     | 半径 |
| --------------------- | ---------- | ----------------------- | -------------- | --------------- | -------------- | ---- |
| 小惑星帯              | 4 au       | 4 au                    | 4 au           | 4 au            | —              | —    |
| 塵円盤                | 24 au      | 24 au                   | 24 au          | 24 au           | —              | —    |
| B                     | 48 ± 15 MJ | 218+180 −41             | 2201+3224 −592 | 0.34+0.26 −0.23 | 81.9+3.2 −3.5° | —    |